# باک میسون
باک میسون یک برند پوشاک است که از سال ۲۰۱۳ در لس‌آنجلس، کالیفرنیا راه‌اندازی شده‌است. این سرویس به صورت آنلاین و از طریق مراکزی که در نقاط مختلف دارد، لباس‌های خود را به فروش می‌رساند.

## تاریخچه
باک میسون که در سال ۲۰۱۳ توسط اریک آلن و ساشا کوهن تأسیس شد، تیشرت، شلوار جین، شلوار چینو و دکمه‌دار را به همراه تعدادی از محصولات مارک‌دار مردانه تولید می‌کند. این برند در مجموع دارای ۲۲ مکان خرده فروشی در لس آنجلس، نیویورک، آستین، هیوستون، آتلانتا و نشویل است؛ اگرچه سیاست فروش این شرکت عمدتاً مبتنی بر تجارت الکترونیکی است.

## تبلیغات
این برند از طریق نشریهٔ جی‌کیو به شهرت بالایی دست یافت؛ چرا که این نشریه عکسی از تام برندی منتشر کرد که در عکس مرد سال ۲۰۱۶ لباسی با برند باک میسون به تن کرده بود.